# Estouteville-Écalles
Estouteville-Écalles era una comuna francesa situada en el departamento de Sena Marítimo, de la región de Normandía, que el uno de enero de 2017 pasó a ser una comuna delegada de la comuna nueva de Buchy al unirse con las comunas de Buchy y Bosc-Roger-sur-Buchy.

## Demografía
| Gráfica de evolución demográfica de Estouteville-Écalles entre 1800 y 2014 |
|                                                                            |

Los datos demográficos contemplados en este gráfico de la comuna de Estouteville-Écalles se han cogido de 1800 a 1999 de la página francesa EHESS/Cassini, y los demás datos de la página del INSEE.